# Hans-Wolfgang Schaller
Hans-Wolfgang Schaller (* 1944) ist ein deutscher Amerikanist, Literaturwissenschaftler und Hochschullehrer.

## Leben
Schaller studierte Anglistik, Geschichte und Germanistik in Colorado, Göttingen und Wien. Ab 1968 lehrte er am King’s College in London, später war er wissenschaftlicher Assistent, Akademischer Rat und Oberrat sowie Außerplanmäßiger Professor am Seminar für Englische Philologie der Universität Göttingen. 1992 wurde Schaller Professor für englische und amerikanische Literatur an der Pädagogischen Hochschule Erfurt/Mühlhausen (PH), deren Rektor er von 1996 bis 2000 war. In seine Amtszeit fiel die Eingliederung der PH in die Universität Erfurt.
Schallers Forschungsschwerpunkte sind der amerikanische Roman (insbesondere historische Romane sowie die des 20. Jahrhunderts), das Werk von William Faulkner sowie die Kultur- und Geistesgeschichte der USA vor dem Hintergrund ihrer europäischen Wurzeln.
Hans-Wolfgang Schaller ist verheiratet und Vater von drei Kindern.

## Publikationen (Auswahl)
- Kompositionsformen im Erzählwerk William Faulkners. Entwicklungszüge von der Kurzprosa zum Roman, Göttingen 1973. (Dissertation)
- William Dean Howells und seine Schule. Strukturzüge im amerikanischen Realismus und Naturalismus, Lang, Frankfurt am Main 1984 (Habilitationsschrift)
- Die geistigen Grundlagen der amerikanischen Aufklärung. In: Heinz-Joachim Müllenbrock (Hrsg.): Europäische Aufklärung II, AULA-Verlag, Wiesbaden 1984, S. 435–468.
- Der frühe historische Roman in Amerika. Eine literaturgeschichtliche und typologische Darstellung, Winter, Heidelberg 1992.
- Der amerikanische Roman des 20. Jahrhunderts, Klett, Stuttgart 1998.
- Gewalt als Form der Identitätssuche in der amerikanischen Literatur. In: Michael Klein: Gewalt – interdisziplinär (Erfurter sozialwissenschaftliche Reihe 5), Münster 2002.
- Kultur und Literatur in Amerika (Vortrag im Rahmen der Ringvorlesung der Universität Erfurt Amerika – fremder Freund am 1. Juli 2003.)